# اتحاد الكشافة الياباني
اتحاد الكشافة الياباني (باليابانية: ボーイスカウト日本連盟 بوي سكاوتو نيبون رينمه) هو منظمة الكشافة الرئيسي في اليابان. يقع المكتب الرئيسي للاتحاد في مدينة ميتاكا بمحافظة طوكيو، وبحسب إحصائيات 2017، يضم الاتحاد 109,528 عضوًا.

## الرؤساء
- شيمودا تويوماتسو (1924 - 1929)
- غوتو شينبي (1935 - 1936)
- إيزامو تكشيتا (1937 - 1945)
- ميتشيهارو ميشيما (1951 - 1965)[2]
- هيديسابورو كوروشيما (1966 – 1970)
- سابورو ماتسوكاتا (1971 - 1973)[3]
- أكيرا واتانابي (1974 - 2003)[3]
- شويتشي سابا (2003 – 1 أبريل 2006)[4]
- تسوناو هاشيموتو (1 أبريل 2006 – 31 مارس 2010)
- تاكاياسو أوكوشيما (1 أبريل 2010 – 1 مايو 2024)[5]

## وصلات خارجية
- الموقع الرسمي للاتحاد (باليابانية)
- الموقع الرسمي للاتحاد (بالإنجليزية)